# تپه موت‌آباد ۱
تپه موت آباد ۱ مربوط به سده‌های میانه دوران‌های تاریخی پس از اسلام است و در شهرستان اراک، بخش مرکزی، دهستان معصومیه، روستای موت آباد واقع شده و این اثر در تاریخ ۱۸ اسفند ۱۳۸۷ با شمارهٔ ثبت ۲۵۰۴۶ به‌عنوان یکی از آثار ملی ایران به ثبت رسیده است.